# Urodasys remostylis
Urodasys remostylis is een buikharige uit de familie Macrodasyidae. Het dier komt uit het geslacht Urodasys. Urodasys remostylis werd in 1974 voor het eerst wetenschappelijk beschreven door Schoepfer-Sterrer.